# Wiesen (Burgenland)
Wiesen (węg. Rétfalu, burg.-chorw. Bizmet) – gmina targowa w Austrii, w kraju związkowym Burgenland, w powiecie Mattersburg. Według Austriackiego Urzędu Statystycznego liczyła 2,74 tys. mieszkańców (1 stycznia 2014).

## Współpraca
Miejscowość partnerska:
- Wittingen, Niemcy